# Красная Поляна (Омская область)
Кра́сная Поля́на — село в Горьковском районе Омской области России. Административный центр Краснополянского сельского поселения.

## География
Село находится на востоке центральной части Омской области, в пределах Барабинской низменности, на расстоянии примерно 11 км (по прямой) к юго-западу от посёлка городского типа Горьковское, административного центра района. Абсолютная высота — 109 м над уровнем моря.

### Часовой пояс
Село Красная Поляна, как и вся Омская область, находится в часовой зоне МСК+3. Смещение применяемого времени относительно UTC составляет +6:00.

## История
Основано в 1927 году как выселок посёлка Исаевский. В 1932 году в селе был основан совхоз «Краснополянский».

## Население
| 2002 | 2010 | 2021 |
| ---- | ---- | ---- |
| 823  | ↘693 | ↘605 |

### Гендерный состав
По данным Всероссийской переписи населения 2010 года, в гендерной структуре населения мужчины составляли 45,9 %, женщины — соответственно 54,1 %.

### Национальный состав
Согласно результатам переписи 2002 года, в национальной структуре населения русские составляли 93 %.

## Улицы
| - ул. 70 лет Октября, - ул. Гагарина, - ул. Зелёная, - ул. Исаевская, | - ул. Кирова, - ул. Ленина, - пер. Лесной, - ул. Молодёжная, | - ул. Пионерская, - пер. Почтовый, - ул. Центральная, - ул. Юбилейная. |

## Инфраструктура
В селе функционируют средняя общеобразовательная школа, детский сад, фельдшерско-акушерский пункт (филиал БУЗОО «Горьковская центральная районная больница»), дом культуры, библиотека и отделение Почты России.